# Agylla submacula
Agylla submacula är en fjärilsart som beskrevs av William Schaus 1911. Agylla submacula ingår i släktet Agylla och familjen björnspinnare. Inga underarter finns listade i Catalogue of Life.